# Paul Henry
Paul Henry (6 de setembro de 1912 - 6 de outubro de 1989) foi um futebolista belga que competiu na Copa do Mundo FIFA de 1938.